# 平良将
平 良将（たいら の よしまさ）は、平安時代前期の武将。「良持」（よしもち）とする記録もある（後述）。平高望の三男（あるいは次男、四男）で、母は正室の北家藤原良方の娘。平将門の父。
良将の子孫である氏族は、子の将門が承平天慶の乱で戦没し、孫の将国が常陸国信田（信太）郡浮島に逃れて、曾孫の文国が称した信田氏のみである。

## 概説
生年を貞観15年（873年）とする史料が存在する。
寛平元年5月13日（889年6月14日）、宇多天皇の勅命により平姓を賜与され臣籍降下し上総介に任じられた父の高望とともに坂東に下向した。良将の最初の営所は不明であるが、後に県犬養春枝の娘を妻とし、下総国・豊田郡を拠点にしたといわれる。県犬養春枝の経歴は伝えられていないがその先祖・県犬養浄人は、天平勝宝7歳（755年）に下総少目として名が見える。
父・高望の上総介の任期が過ぎても帰京せず、前任の常陸大掾である源護の婿として常陸国に在った長兄の国香や、上総国に在った次兄の良兼とともに、良将は下総国に在って未墾地を開発し、私営田を経営、また鎮守府将軍を勤めるなどした。平将門の乱の原因として、良将が鎮守府将軍であった時代に築いた奥州への利権を巡ってのものであったとする説がある。

## 諱について
『将門略記』『扶桑略記』『帝王編年記』『今昔物語集』などでは諱を「良持」とする。古辞書では「将」を「モチ」と読む用法が見られ、いずれにせよ「ヨシモチ」と読んだことになるとも言える（川尻秋生『平将門の乱』）。なお、『平安時代史事典』で「平良持」項を書いた野口実は、平安時代中期の命名法に横の通字は存在しても縦の通字は存在しないとしており、親子で「将」の字を用いるとは考えにくいとしている。
『吾妻鏡』『平治物語』『尊卑分脈』『桓武平氏系図』『相馬系図』『常陸大掾譜』等では将門を「良持」ではなく「良将」の子とし、「良将」と「良持」とは別人とする説もある。この場合、将門らの父は「良将」であり、「良持」はその数ある弟の一人として系図に名を残すのみとなっている」（七男で下総介）。

## 生没年について
生没不詳であるが、延喜17年・18年（917年・918年）死亡説がある。また、『常陸国正宗寺旧記』の伝えによると、延長8年（930年）9月に「鎮守府将軍平良将」が常陸に「勝楽寺」という寺院を建立したとあり、少なくとも延長8年までは存命であったとも考えられる。
生年を貞観15年（873年）とする史料も存在する。